# Melanagromyza amaranthi
Melanagromyza amaranthi este o specie de muște din genul Melanagromyza, familia Agromyzidae, descrisă de Spencer și Havranek în anul 1989.
Este endemică în Venezuela. Conform Catalogue of Life specia Melanagromyza amaranthi nu are subspecii cunoscute.